# Церква Різдва Пресвятої Богородиці (Малі Заліщики)
Церква Різдва Пресвятої Богородиці в Заліщиках — парафія і храм греко-католицької громади Бучацького деканату Бучацької єпархії Української греко-католицької церкви в селі Заліщики Чортківського району Тернопільської области.

## Історія церкви
До 1946 року парафія і храм належали до УГКЦ, а з 1946 по 1990 рік — до РПЦ. У 1990 році громада села розділилася на греко-католиків та православних (які тепер належать до ПЦУ). Оскільки православна громада не погодилася на почергові відправи, греко-католики, яких налічувалося близько 30 родин, вирішили збудувати власну церкву.
Будівництво та освячення
4 квітня 1994 року відбулося освячення Місійного хреста, яке провів декан о. Роман Гриджук за служіння о. Зеновія Войтюка. 15 травня 1994 року освятили наріжний камінь. Будівництво храму здійснювалося за кошти парафіян з Малих Заліщиків та сусідніх сіл, а також за допомогою знайомих з-за кордону. 22 вересня 1996 року владика Тернопільської єпархії Михаїл Сабрига у співслужінні з отцями деканату освятив новозбудовану церкву в присутності численних вірян.
21 вересня 2009 року були освячені новозбудована дзвіниця, купіль Матері Божої та іконостас.
При парафії діє спільнота «Матері в молитві» і шість груп «Нічної адорації в родинах».

## Парохи
- о. Ярослав Гель (з грудня 1997).